# Șevcenkivske, Krîvîi Rih
Șevcenkivske (în ucraineană Шевченківське) este localitatea de reședință a comunei Ordjonikidze din raionul Krîvîi Rih, regiunea Dnipropetrovsk, Ucraina.

## Demografie
Componența lingvistică a localității Șevcenkivske
     Ucraineană (87,37%)
     Rusă (11,58%)
     Alte limbi (0,44%)
Conform recensământului din 2001, majoritatea populației localității Șevcenkivske era vorbitoare de ucraineană (87,37%), existând în minoritate și vorbitori de rusă (11,58%).